# كولومبيا البريطانية
كولومبيا البريطانية (بالإنجليزية: British Columbia، واختصارًا: BC) هي مقاطعة كندية تقع في أقصى غرب كندا بين المحيط الهادئ وجبال الروكي، تُعدّ ثالث أكبر مقاطعات كندا من حيث تعداد السكان الذي بلغ 5.1 مليون نسمة في عام 2020.
عاصمة كولومبيا البريطانية هي مدينة فيكتوريا، التي تحتل المرتبة 15 كأكبر تجمع حضري في كندا، وسمّيت على اسم الملكة فيكتوريا التي حكمت خلال تأسيس المستعمرات الأصلية، تعتبر فانكوفر أكبر مدن المقاطعة، وهي ثالث أكبر تجمع حضري في البلاد، والأكبر في منطقة كندا الغربية، وثاني أكبر مدينة في إقليم الشمال الغربي الهادئ، قُدر عدد السكان في كولومبيا البريطانية في أكتوبر 2013 بـ 4,606,371 نسمة (يعيش نحو 2.5 مليون منهم في فانكوفر الكبرى). تخضع المقاطعة لحكم الحزب الكولومبي البريطاني الديمقراطي الجديد، الذي يرأسه جون هورغان ضمن حكومة الأقلية مع دعم وتأييد حزب الخضر في كولومبيا البريطانية. أصبح هورغان رئيس حكومة المقاطعة نتيجة اقتراح حجب الثقة في 29 يونيو 2017.
كانت فورت فيكتوريا أول مستوطنة بريطانية في المنطقة، إذ تأسست عام 1843، ونشأت عنها مدينة فيكتوريا التي كانت بدايةً عاصمة مستعمرة جزيرة فانكوفرالمستقلة، تلا ذلك إنشاء مستعمرة كولومبيا البريطانية على البر الرئيسي بين عامي 1858 و 1866 على يدي ريتشارد كليمينت مودي والمهندسين الملكيين في الكتيبة الكولومبية نتيجة حمى ذهب وادي نهر فريزر. كان مودي كبير مفوضي قسم «الأراضي والأعمال» في المستعمرة، وأول نائب حاكم في كولومبيا البريطانية، إذ انتقاه مكتب المستعمرات التابع لحكومة بريطانيا العظمى في لندن ليحول كولومبيا البريطانية إلى «معقل في الغرب الأقصى» للإمبراطورية البريطانية، و«لتأسيس إنجلترا ثانية على ساحل المحيط الهادئ». اختار مودي موقع إنشاء العاصمة الأصلية لكولومبيا البريطانية، ودعاها نيو ويستمينيستر، وأسس طريق كاريبو ومتنزه ستانلي، وصمم أول نسخة من شعار النبالة الخاص بكولومبيا البريطانية. سميت مدينة بورت مودي باسمه.
في عام 1866، أصبحت جزيرة فانكوفر جزءًا من مستعمرة كولومبيا البريطانية، وأصبحت فيكتوريا العاصمة الموحدة للمستعمرة. في عام 1871، أصبحت كولومبيا البريطانية المقاطعة السادسة في كندا. شعارها الوطني اللاتيني Splendor sine occasu (أي «عظمة لا تغيب»، تشير هذه العبارة إلى فكرة أن الشمس لا تغيب على الإمبراطورية الرومانية، تعني كلمة occasu «الغياب»، قد يكون المقصود بها مغيب الشمس). نشأت كولومبيا البريطانية من الممتلكات البريطانية التي تأسست في الأراضي التي تشكل حاليًا كولومبيا البريطانية بحلول عام 1871. امتلكت الأمم الأولى، وهم السكان الأصليون في هذه الأرض، تاريخًا يعود إلى 10 آلاف سنة في المنطقة. هناك اليوم القليل من المعاهدات، وأصبحت مسألة حق ملكية السكان الأصليين لأرضهم، التي ظلت قيد التجاهل فترةً طويلة، مسألة قانونيةً وسياسيةً في نقاشات عديدة نتيجة إجراءات حديثة قامت بها المحكمة. ومن الملحوظ أن أمة تشيلكوتين حصلت على حق ملكية السكان الأصليين لقسم من أرضهم نتيجة قرار المحكمة العليا في كندا عام 2014 في المحاكمة بين أمة تشيلكوتين وكولومبيا البريطانية.

## أصل التسمية
اختارت الملكة فيكتوريا اسم المقاطعة عندما أصبحت مستعمرة كولومبيا البريطانية (البر الرئيسي) مستعمرةً بريطانية عام 1858. يشير هذا الاسم إلى إقليم كولومبيا، وهو الاسم البريطاني للإقليم الذي يجري فيه نهر كولومبيا في الجنوب الشرقي لكولومبيا البريطانية، والذي كان يحمل اسم «دائرة كولومبيا» ذاته في عهد شركة خليج هدسون قبل توقيع معاهدة أوريغون. اختارت الملكة فيكتوريا صفة «البريطانية» لتميز القطاع البريطاني من كولومبيا عن مقاطعة كولومبيا التابعة للولايات المتحدة («كولومبيا الأمريكية» أو «كولومبيا الجنوبية»)، والتي أصبحت إقليم أوريغون في 8 أغسطس عام 1848 نتيجة المعاهدة.
وأخيرًا، اشتُق اسم «كولومبيا» في «كولومبيا البريطانية» من اسم كولومبيا ريديفيفا، وهي سفينة أمريكية أخذت اسمها من نهر كولومبيا ولاحقًا من منطقة كولومبيا، يرجع اسم كولومبيا في كولومبيا ريديفيفا إلى اسم كولومبيا الذي يجسد العالم الجديد المتمثل بالقارتين الأمريكيتين أو أجزاء منه، والذي تعود جذور تسميته إلى كريستوفر كولومبوس.

## الجغرافيا
يحد كولومبيا البريطانية المحيط الهادئ وولاية ألاسكا الأمريكية غربًا، وإقليم يوكون والأقاليم الشمالية الغربية في الشمال، ومقاطعة ألبرتا في الشرق، والولايات الأمريكية واشنطن وأيداهو ومونتانا جنوبًا. وُضعت الحدود الجنوبية لكولومبيا البريطانية نتيجة معاهدة أوريغون عام 1846، رغم أن تاريخها يرتبط بالأراضي الممتدة حتى أقصى جنوب كاليفورنيا. تبلغ مساحة أرض كولومبيا البريطانية 944,735 كيلومتر مربع (364,800 ميل2). يمتد ساحل كولومبيا البريطانية الوعر مسافة تزيد عن 27,000 كيلومتر (17,000 ميل)، ويشمل مضائق جبلية عميقة ونحو 6,000 جزيرة، أغلبها غير مأهول. تعتبر كولومبيا البريطانية الإقليم الوحيد في كندا الذي يملك حدودًا مع المحيط الهادئ.
تقع مدينة فيكتوريا، عاصمة كولومبيا البريطانية، على أطراف جزيرة فانكوفر. هناك قسم محدود مأهول بشكل كبير من جزيرة فانكوفر فقط، يمتد بين مدينة كامبل ريفر وفيكتوريا، تغطي الغابات المطيرة المعتدلة أغلب القسم الغربي من جزيرة فانكوفر وبقية الساحل.

## التاريخ
يرجع انطلاق التاريخ الإنساني للمنطقة التي أصبحت تُعرف باسم كولومبيا البريطانية إلى آلاف من السنين التي مضت، وقد عُثر على لقى أثرية في كولومبيا البريطانية تعود بتاريخها إلى حد 13,500 عام، مع البدء بتحريات حول الاحتمال المثير لوجود مواقع تحت الماء.
لقد أثرت جغرافية الأرض بالتطور الثقافي للشعوب، وسمحت في بعض المناطق ببلوغ هذا التطور الثقافي حد إقامة القرى الدائمة والمنشآت الاجتماعية المركبة ونشوء سلسلة واسعة من اللغات. تُقسم كولومبيا البريطانية وفق النظرية الأنثروبولوجية إلى ثلاث مناطق ثقافية، الساحل الشمالي الغربي والهضبة والشمال، وقد تطورت الأمم الأولى في كل من هذه المناطق عادات وتقاليد ومنهجيات معيشية ناسبت الموارد في البيئة المحيطة. يتوفر سمك السلمون في قسم كبير من كولومبيا البريطانية، وقد شكل عنصرًا أساسيًا من النظام الغذائي حيث وُجد. ويُستخدم مصطلح «قبل التماس» لوصف الفترة الزمنية التي سبقت حصول التماس بين الأمم الأولى والمستكشفين الأوروبيين، وقد اختلف التوقيت الدقيق لهذا التماس وفقًا للظروف، لكنه حدث في الساحل بين سبعينيات القرن الثامن عشر ومطلع القرن التاسع عشر، إلا أنه حدث في وقت لاحق ضمن المناطق الداخلية.

## الموقع
يحدها المحيط الهادي وألاسكا من الغرب والشمال الغربي، وفي الشمال المقاطعات الشمالية، ومن الشرق ولاية ألبرتا، ومن الجنوب الولايات المتحدة، وأمام سواحلها جزر فكوفر.

## الأرض

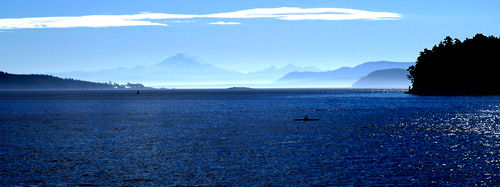
مضيق جورجيا بالقرب من فانكوفر

يغلب على أرض الولاية المظهر الجبلي المضرس، فتبدأ من الغرب بسلسلة جبال الساحل على شكل جزر جبلية أمام شواطئ كولومبيا، ويلي الشاطئ مباشرة سلاسل جبلية هي امتداد لسلاسل كاسكيد في الولايات المتحدة، وتقطع هذه السلاسل الساحلية لتعبر من خلال الأنهار، ويلي الجبال الساحلية هضبة ضيقة ثم سلاسل جبال الروكي في شرق هذه الهضبة، ثم تنحدر الروكي شرقاً نحو إقليم البراري.
ويعتمد اقتصادها على صناعة الاخشاب.

## المناخ
يتنوع المناخ نتيجة تنوع السطح، وتقع المنطقة في مهب الرياح الغربية الدافئة، وهذا يقلل من قسوة برودتها، ويقل المدى الحراري في المناطق الساحلية، فالشتاء معتدل والصيف دافئ، ثم يزداد المدى الحراري فوق المرتفعات فيظهر الشتاء البارد الطويل، وتهبط الحرارة إلى ما دون درجة التجمد، والصيف قصير دافئ، والأمطار غزيرة على السواحل وتقل نحو الداخل، والصورة النباتية متنوعة فعلى السواحل تنمو الغابات الصنوبرية، وتقل الأشجار نحو الداخل.